# Popielewo (powiat świdwiński)
Popielewo (niem. Poplow) – wieś w północno-zachodniej Polsce, położona w województwie zachodniopomorskim, w powiecie świdwińskim, w gminie Połczyn-Zdrój. Popielewo znajduje się na terenie Drawskiego Parku Krajobrazowego. W 2011 roku liczba mieszkańców we wsi Popielewo wynosiła 386. 

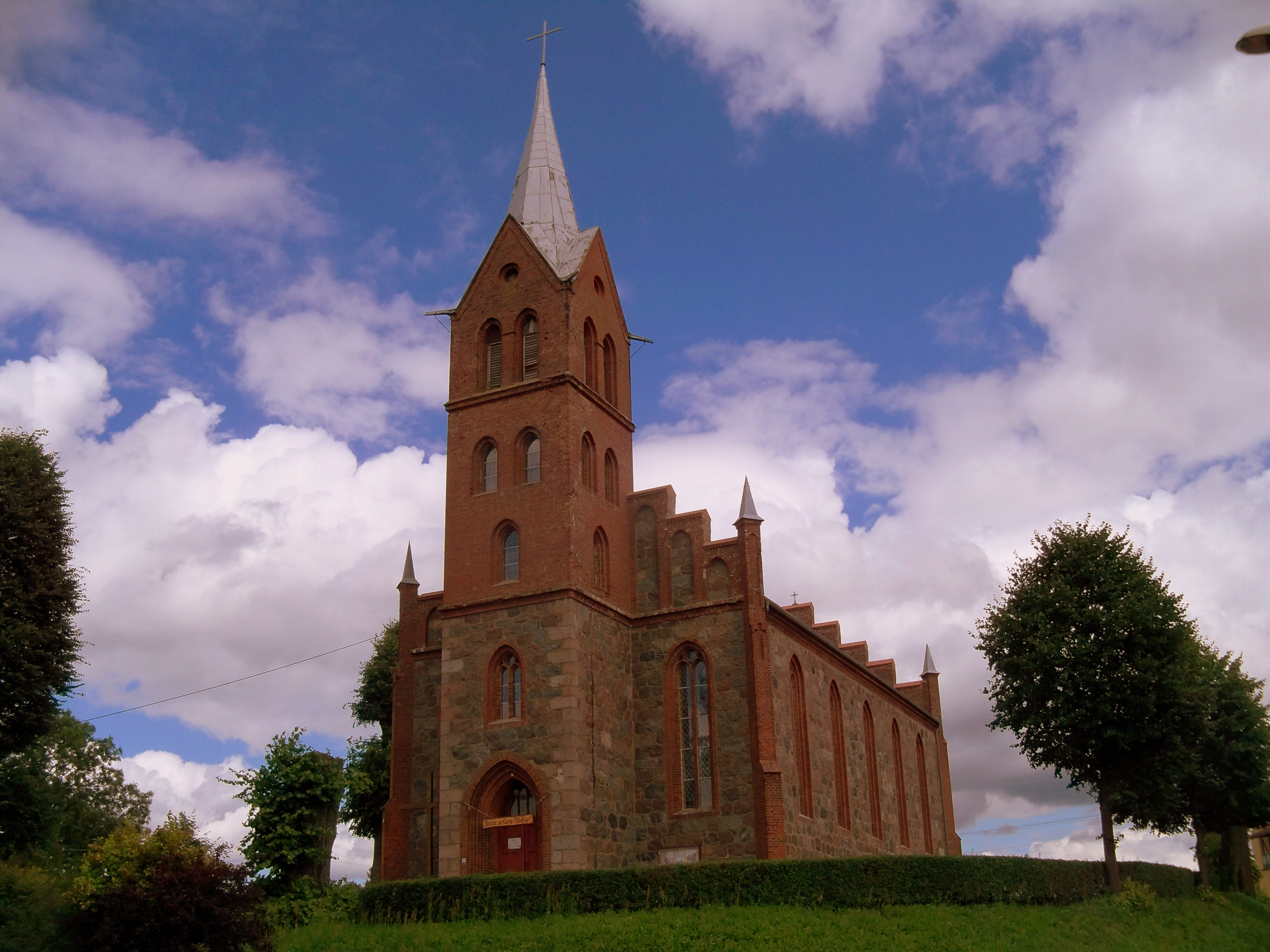
Kościół parafialny w Popielewie.

W centrum wsi znajduje się kościół zbudowany w końcu XIX wieku. Wieś założona w okresie średniowiecza, w źródłach wymieniona po raz pierwszy w 1420 roku. Od czasów średniowiecza siedziba rodu von Manteufflów – siedziba ordynacji złożona z klucza majątków. 
 
Ok. 1 km na północ od miejscowości znajduje się Jezioro Popielewskie. Ok. 1,4 km na południe wznosi się wierzchołek Popielewskich Górek.